# Pseudobagrus tenuis
Pseudobagrus tenuis är en fiskart som först beskrevs av Günther, 1873.  Pseudobagrus tenuis ingår i släktet Pseudobagrus och familjen Bagridae. Inga underarter finns listade i Catalogue of Life.